# Спандерашвили, Илья
Илья Спандерашвили (10 сентября 1997, Тбилиси, Грузия) — грузинский регбист, выступающий за клуб «Валанс Роман» и сборную Грузии.

## Карьера игрока
С 2017 года выступал за клуб из Тбилиси «Армази». Весной 2019 года подписал контракт с российским клубом «Локомотив-Пенза». В чемпионате России 2019 года дебютировал в 1-м туре в матче против «Кубани». Первую попытку положил в 3-м туре «Булаве» и был признан игроком тура, также Илью признали лучшим в 8-м туре.

### Карьера в сборной
Выступал за молодежную (U-20) сборную Грузии. Сыграл на молодежном чемпионате мира 2017 года, проходившем в Грузии, где был капитаном команды. Имеет опыт выступления за сборную по регби-7. Также Илья провел несколько матчей за вторую сборную Грузии.
В рамках чемпионата Европы 2024 Спандерашвили сыграл все пять матчей, в которых занёс две попытки, был признан лучшим игроком турнира.